# روزنامه‌نگاری در ایران
کلمه روزنامه در زبان فارسی دارای ریشه‌ای قدیمی است و در برخی از کتاب‌های سده‌های نخست اسلامی این واژه با شکل روزنامجه دیده می‌شود. در دوران فتحعلی‌شاه، محمدشاه و اوان پادشاهی ناصرالدین شاه، اصطلاح «کاغذ اخبار» مورد استفاده مردم بوده‌ است ولی به مرور زمان روزنامه به معنای قدیم به کار رفته و اصطلاح «کاغذ اخبار» متروک شده‌ است.

## روزنامه‌نگاری در دوران قاجار
اولین روزنامه چاپی ایران، در دورهً سلطنت محمد شاه قاجار، در سال ۱۲۱۶ هجری خورشیدی به وسیله میرزا صالح شیرازی در تهران تأسیس شد. او دوره آموزش روزنامه‌نگاری را در انگلستان گذرانده بود. اولین شماره این نشریهٔ ماهیانه که در روز دوشنبه ۲۵ محرم ۱۲۵۳ قمری (اول ماه مهٔ ۱۸۳۷ م.) منتشر شد، نام بخصوصی نداشت و با گرته‌برداری از واژهٔ انگلیسی Newspaper، کاغذ اخبار نامیده می‌شد. هیچکدام از نسخه‌های اصلی این روزنامه دردست نیست و مطالبی که دربارهٔ آن نوشته شده، ذکر دقیقی از مدت و دفعات انتشار آن به میان نمی‌آورد.
پس از پایتخت، ارومیه اولین شهری است که در ایران صاحب روزنامه شد. این نشریه که دومین نشریهٔ ایران هم به‌شمار می‌رود، به زبان آشوری بود و با نام زاهاریرادی باهارا در سال ۱۲۶۵ هجری قمری (۱۸۴۹ میلادی) آغاز به انتشار کرد.
وقایع اتفاقیه که سومین روزنامه ایران به سبک و شکل امروزی است، از سال سوم پادشاهی ناصرالدین‌شاه یعنی ۱۲۶۷ هجری قمری زیر نظر میرزا تقی‌خان امیر نظام آغاز به انتشار کرد. این نشریه به صورت هفتگی منتشر می‌شد.

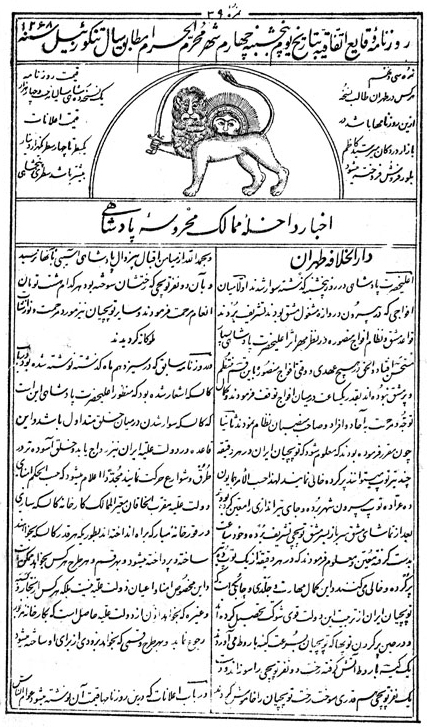
صفحه اول یکی از شماره‌های وقایع اتفاقیه

در سال ۱۲۷۷ (قمری) که میرزا ابوالحسن‌خان نقاش‌باشی ملقب به صنیع‌الدوله بر انتشارات دولتی و طبع روزنامه‌نگاری نظارت داشت روزنامهٔ وقایع اتفاقیه پس از ۳ سال انتشار با نام جدید «دولت علیه ایران» شروع به فعالیت کرد. روزنامه دولت علیه ایران، روزنامه‌ای مصور بود که در آن تصاویر بزرگان مملکت، درباریان و شاهزادگان با دقت زیاد به چاپ می‌رسید. خود این نشریه بعد از مدتی انتشار به روزنامه دولتی تغییر نام داد. انتشار این روزنامه تا سال ۱۳۲۴ (قمری) تحت عنوان ایران ادامه داشت و بعد از مدتی وقفه در سال ۱۳۲۹ (قمری) با نام روزنامه رسمی دولت ایران منتشر گردید.
در سال ۱۲۸۳ هجری قمری روزنامهٔ دیگری به نام روزانه ملتی در تهران انتشار یافت. منظور از واژهٔ «ملتی» نشان دادن تمایز آن روزنامه از روزنامه دولتی بود.
نخستین نشریهٔ روزانه (یعنی روزنامه به معنی واقعی کلمه) در ایران به نام خلاصة الحوادث در سال ۱۳۱۶ (قمری) در تهران منتشر شد این روزنامه چهار صفحه‌ای بود و اخبار خبرگزاری رویترز را که به قصد هندوستان مخابره می‌شد بازتاب می‌کرد.
روزنامه‌های وطن و طلوع نیز از دیگر روزنامه‌های مهم منتشر شده تا پیش از مشروطیت اند. روزنامه وطن (La Patrie) که در سال ۱۲۹۳ انتشار یافت، اولین روزنامه ایرانی دوزبانه (فارسی و فرانسه) تهران و نخستین روزنامه‌ای بود که در تاریخ کشور توقیف شد.
بعد از استقرار مشروطیت چهار روزنامه به نام‌های مجلس، ندای وطن، حبل‌المتین و صبح صادق، هر روز در ایران منتشر می‌شد. روزنامهٔ «مجلس» اخبار مجلس شورای ملی را بازتاب می‌کرد و زیر نظر میرزا محمد صادق طباطبائی اداره می‌شد. در پی خلع محمد علی شاه از سلطنت، روزنامه‌های متعدد روزانه دیگری نیز در ایران منتشر شدند.
در دوره مشروطیت بیداری افکار عمومی به سرعت و شدت اوج گرفت و روزنامه‌ها نفوذی عظیم و سهم مهمی در تجدید حیات اندیشه‌های مردم داشتند. از روزنامه‌های مهم دوره مشروطیت که تأثیر زیادی بر افکار عمومی داشتند می‌توان به صور اسرافیل و ایران نو اشاره کرد. در این برهه از تاریخ ایران، مطبوعات به عنوان نمادهای دموکراسی و آزادی نقش بزرگی در گسترش ایده‌ها و جنبش مشروطیت داشتند. در پی اعلام فرمان مشروطیت تعداد و تیراژ مطبوعات افزایش زیادی یافت همانطورکه شمارگان روزنامهٔ مساوات که از جراید مهم و مؤثر انقلاب مشروطه شمرده می‌شد به ۳ هزار، روزنامه صور اصرافیل به ۵ هزار، روزنامه مجلس به تدریج از ۷ هزار به ۱۰ هزار و روزنامه انجمن ملی به ۵ هزار نسخه رسید. به هنگام صدور فرمان مشروطیت تنها ۲۰ روزنامه و نشریه در ایران منتشر می‌شد اما در پی اعلام این فرمان و در مدت زمان مانده از سال ۱۳۲۴ (قمری)، ۹۲ نشریه شامل ۶۴ عنوان در تهران، ۹ عنوان در اصفهان، ۶ عنوان در تبریز، ۴ عنوان در همدان، لاهیجان و ارومیه هر کدام دو عنوان و کرمانشاه، شیراز، مشهد، بندر انزلی و شهر ری هر کدام یک عنوان، منتشر می‌شد.
در دوره دوم مشروطیت قِطع روزنامه‌های روزانه بزرگتر شد ولی تیراژ آن‌ها کاهش پیدا کرد مثلاً روزنامه استقلال ایران از هشتصد تا هزار نسخه و ایران نو که در آن زمان کثیرالانتشارترین روزنامه ایران محسوب می‌شد بین ۲۵۰۰ تا ۳۰۰۰ نسخه تیراژ داشت، کاهش این تیراژ را می‌توان در توسعه فقر عمومی به علت حوادث ناگوار در آن مقطع دانست در این دوره معمولاً چندین نفر یک شماره از روزنامه را به شراکت می‌خرید و با هم مطالعه می‌کردند.

## دوران نظام جمهوری اسلامی
تهدید و دستگیری روزنامه‌نگاران در ایران در دوران جمهوری اسلامی ادامه دارد. در روز چهارشنبه ۱۸ دی ۱۳۹۸ سازمان گزارشگران بدون مرز در بیانیه‌ای نسبت به افزایش این دستگیری‌ها هشدار داد و خواستار رسیدگی فوری گزارشگر ویژه سازمان ملل شد. تعداد روزنامه‌نگاران بازداشتی در ایران با بازداشت پنج روزنامه‌نگار به نام‌های «جلوه جواهری»، «کاوه مظفری»، «فروغ سمیعی‌نیا» ، «بهنام صفارزاده» و «احمد زاهد لنگرودی»، مدیر ماهنامه گیلان، در تاریخ ۵ دی و در مراسم چهلم نوید بهبودی، یکی از کشته‌شدگان اعتراضات آبان ماه ۱۳۹۸ که در گوراب زرمیخ استان گیلان صورت گرفت، به ۱۲ نفر رسیده‌ است.
هشداری در ۲۴ ژانویه ۲۰۲۰ در نامه‌ای سرگشاده از طرف سازمان گزارشگران بدون مرز به سران هفت کشور جهان داده شد. این هشدار نسبت به تهدیدهایی که از سوی جمهوری اسلامی ایران علیه خبرنگاران رسانه‌های فارسی‌زبان خارج از کشور مطرح می‌شود بوده که خواستار دفاع از آن‌ها شد. این نامه می‌گوید بیش از ۲۰۰ تهدید و آزار پیاپی علیه روزنامه‌نگاران تبعیدی و شهروند در خارج از کشور و از این میان ۵۰ تهدید به مرگ را از سوی خبرنگاران بدون مرز شمارش شده‌ است.
روز دوشنبه ۱۴ بهمن ۱۳۹۸ روزنامه‌نگاری به نام خسرو صادقی بروجنی در دادگاهی به ریاست مقیسه به ۸ سال زندان به اتهامات «فعالیت تبلیغی علیه‌نظام»، «توهین به بنیانگذار جمهوری اسلامی» و «تبانی علیه امنیت داخلی/خارجی» محکوم شد. وی پژوهشگر حوزه کار و رفاه اجتماعی نیز می‌باشد. پیش از این نیما صفار، روزنامه‌نگار و نویسنده اهل استان گلستان به ۸ ماه زندان، رضا خندان مهابادی و بکتاش آبتین از اعضای کانون نویسندگان ایران به ۶ سال زندان، کیوان باژن از اعضای همین کانون نویسندگان ایران به ۳/۵ سال زندان محکوم شدند.
روز پنج‌شنبه ۱۷ بهمن ۱۳۹۸ سازمان گزارشگران بدون مرز اعلام کرد: «از تاریخ ۱۸ دی ۱۳۹۸ سازمان اطلاعات سپاه پاسداران و وزارت اطلاعات جمهوری اسلامی پس از سقوط هواپیمای اوکراینی دست کم ۲۱ روزنامه‌نگار ایرانی در شهرهای مختلف را احضار و بازجویی کرد و برخی از روزنامه‌نگاران از سوی تحریریه خود در رابطه با موضع‌گیری در شبکه‌های اجتماعی هشدار گرفتند و شماری مجبور شدند حساب‌های خود در شبکه‌های اجتماعی را ببندند.»
گزارشگران بدون مرز، احضار، بازرسی خانه‌ها، تهدید روزنامه‌نگاران و مجبور کردن آنها به بستن حساب‌هایشان در شبکه‌های اجتماعی را محکوم می‌کند.
روز شنبه ۳ اسفند ۱۳۹۸ سازمان گزارشگران بدون مرز برخورد غیرقانونی اطلاعات سپاه پاسداران، در بازداری از اطلاع‌رسانی روزنامه‌نگاران در شبکه‌های اجتماعی را محکوم کرد.
روز چهارشنبه ۲۰ فروردین ۱۳۹۹ امیر بابایی، روزنامه‌نگار اهل کرمانشاه، به اتهام «نشر اکاذیب» به دو ماه زندان محکوم شد.
دوشنبه ۱ اردیبهشت ۱۳۹۹ بنا بر گزارش خبرگزاری هرانا، کیوان صمیمی بهبهانی روزنامه‌نگار و از بازداشت شدگان روز جهانی کارگر در سال ۹۸ به ۵ سال زندان محکوم شد. وی در سال ۹۴ بعد از ۶ سال زندان آزاد شده بود. این حکم در دادگاه تجدید نظر به ۳ سال تبدیل شد.
۲۴ خرداد ۱۳۹۹ خسرو صادقی بروجنی، روزنامه‌نگار و پژوهشگر حوزه کار و رفاه اجتماعی به اتهام «اجتماع و تبانی علیه امنیت داخلی و خارجی» و «توهین به بنیانگذار جمهوری اسلامی» به تحمل ۷ سال زندان محکوم شد.
روز سه‌شنبه، ۱۷ اسفند ۱۴۰۰، امیرعباس آزرم‌وند، روزنامه‌نگار و فعال مدنی که در جریان تجمع روز جهانی «زن» در تهران بازداشت شده بود، روز چهارشنبه به زندان اوین برای گذراندن محکومیت خود به اتهام «اجتماع و تبانی» به ۳ سال و ۷ ماه حبس تعزیری و به اتهام «فعالیت تبلیغی علیه نظام» به ۸ ماه حبس تعزیری و به‌ عنوان مجازات «تکمیلی» به «منع عضویت در گروه‌های سیاسی و اجتماعی و خروج از کشور به مدت دو سال» منتقل شد.

#### واکنش‌ها
روز پنج‌شنبه، ۴ اردیبهشت ۱۳۹۹، فدراسیون بین‌المللی روزنامه‌نگاران، حکم ۵ سال زندان برای کیوان صمیمی روزنامه‌نگار ایرانی را محکوم کرد. این فدراسیون از دولت جمهوری اسلامی خواست که این حکم را که بدون حضور وی در دادگاه صادر شده بود، لغو کند.
روز سه‌شنبه ۱۵ بهمن ۱۳۹۸ رابرت دسترو، معاون وزیر خارجه آمریکا در امور دموکراسی، حقوق بشر و کار، آزار و تهدید روزنامه‌نگاران فارسی‌زبان خارج از ایران را توسط جمهوری اسلامی محکوم کرد و نوشت: «ما در کنار مردم ایران در مورد حق آنها در آزادی اطلاعات و در کنار روزنامه‌نگاران مستقل که برای اطلاع‌رسانی به عموم مبارزه می‌کنند، ایستاده‌ایم.»
۲۹ خرداد ۱۳۹۹ سازمان گزارشگران بدون مرز، حکم‌های صادر شده برای سه روزنامه‌نگار به نام‌های خسرو صادقی بروجنی ۷ سال زندان، کیوان صمیمی ۳ سال زندان و شهرام صفری ۹۱ روز زندان را محکوم کرد.
۱۸ شهریور ۱۳۹۹ سازمان «خبرنگاران بدون مرز» با انتشار بیانیه‌ای نسبت به تداوم و تشدید سرکوب و بازداشت و شکنجه پنهان روزنامه‌نگاران توسط سازمان اطلاعات سپاه ایران بعد از گزارش‌های روزنامه نگارانی همچون بهنام صفارزاده اظهار نگرانی کرد.
روز سه‌شنبه ۳۱ فروردین ۱۴۰۰ سازمان گزارشگران بدون مرز در گزارش سالانه خود اعلام کرد، جمهوری اسلامی ایران از نظر آزادی خبرنگاری، در میان ۱۸۰ کشور مورد بررسی در قعر جدول و در رتبه ۱۷۴ قرار دارد که نسبت به گزارش سال گذشته سازمان گزارشگران بدون مرز یک رتبه تنزل داشته‌است.
۳۰ اردیبهشت ۱۴۰۰ سازمان گزارشگران بدون مرز احکام صادره برای دو روزنامه‌نگار و شهروند-خبرنگار به نام‌های روزبه پیری، مترجم و فعال مدنی و برادر یاشار پیری و امین ماسوری، مدیر مسئول هفته‌نامه نیش قلم و سایت اطلاع‌رسانی چوپی و لغو امتیاز ماهنامه گیلان اوجا را محکوم کرد.
روز چهارشنبه ۵ خرداد ۱۴۰۰ فدراسیون بین‌المللی روزنامه‌نگاران با صدور اطلاعیه‌ای «احضارها و اخطارهای قضایی صورت گرفته علیه روزنامه‌نگاران ایرانی» در آستانه انتخابات ریاست جمهوری ایران را «اعمال فشار و آزار و اذیت اهالی رسانه در ایران» توصیف کرد و آن را محکوم کرد. در این اطلاعیه، دبیرکل فدراسیون بین‌المللی روزنامه‌نگاران، آنتونی بلانگر گفت: «این یک نمونه دیگر از روش استفاده دولت ایران از سیستم حقوقی برای سرکوب صداهای مستقل در کشور است.» وی ادامه داد: «روزنامه‌نگاران ایرانی باید بتوانند در مورد رقابت انتخاباتی فارغ از هشدارها و فشارهای قضایی مقام‌ها، گزارش دهند.»

## اولین‌ها در صنعت روزنامه‌نگاری در ایران
اولین نشریه به زبان خارجی روزنامه وطن بود. از این روزنامهٔ دو زبانهٔ فارسی-فرانسوی، فقط یک شماره در سال ۱۲۹۳ (قمری) (۱۸۷۵ میلادی) به مدیریت بارون لوئی دونورما بلژیکی منتشر گردید. لوئی دونورما در سال ۱۲۹۲ به همراه ناصرالدین شاه از فرانسه به تهران آمده بود و چون در اولین شماره از روزنامه مقاله‌ای در مورد آزادی نوشت، به دستور شاه روزنامه تعطیل و لوئی دونورما نیز از ایران اخراج شد.
اولین روزنامه‌ای که از طرف زنان در ایران منتشر شد دانش نام داشت و در سال ۱۳۲۸ (قمری) توسط همسر میرزا حسین‌خان کحال انتشار می‌یافت. این نشریه از ۱۰ رمضان ۱۳۲۸ ق. تا ۲۷ رجب ۱۳۲۹ ق. در تهران منتشر می‌شد. دانش هفته‌ای یک بار و در هشت صفحه با قطع رحلی و چاپ سربی چاپ می‌شد و علاوه بر ایران در سایر کشورها هم منتشر می‌شد.
اولین نشریه علمی که در ایران منتشر شد روزنامه علمیه دولت علیه ایران بود بعد از این روزنامه نشریه‌های دیگری نظیر گنجینه فنون، فلاحت مظفری، مجمع الاخلاق، دعوت الحق، مجمع بهار و آفتاب منتشر شدند.
اولین نشریه فکاهی در ایران که در ایران منشر شده طلوع نام داشت که در سال ۱۳۱۸ (قمری) اولین شماره آن بیرون آمد. مدیر این نشریه عبدالحمیدخان متین‌السلطنه بود که بعدها نماینده مجلس شورای ملی شد.
همان‌گونه که پیشتر گفته شد، ارومیه نخستین شهرستانی است که روزنامه‌دار شد.

## سانسور در تاریخ روزنامه‌نگاری ایران
نخستین فرمان رسمی سانسور در ایران، با توجیه حفظ سلامت اخلاقی کودکان، در رجب سال ۱۲۸۰ ه‍. ق از سوی ناصرالدین شاه خطاب به صنیع‌الملک (برادر کمال‌الملک) صادر شد. در این دستور، شاه نگرانی خود را پیرامون مطالبی که «گوشزد اطفال» می‌شود، چنین اظهار داشته‌است:
خاصه اطفال که از مبادی احوال به خواندن این حکایات نامربوط می‌شدند و این روایات منطبعه غیرمستحسنه در جبلت ایشان کالنقشی فی الحجر مرکوز… می‌گردید و… در گردآب هواجس نفسانی و وسواس شیطانی غوطه‌ور می‌گشتند…
ولی اعمال اولین سانسور در تاریخ روزنامه‌نگاری ایران، در قالب توقیف یک نشریه، توقیف روزنامه وطن در سال ۱۲۹۳ (قمری) (۱۸۷۵ میلادی) بود که تنها یک شماره از آن چاپ شد. اولین مقررات هم در دوره ناصرالدین شاهی رخ داد و در در ربیع‌الثانی ۱۳۰۲ (۱۸۸۴ (میلادی)) به دستور شاه اداره سانسور با هدف نظارت مستقیم بر کتابهای فارسی‌ای که در ایران چاپ می‌شدند یا اینکه از خارج وارد می‌شدند، تأسیس شد. این اداره زیر نظر وزارت انطباعات مشغول به کار بود. زمینهٔ ایجاد این اداره زمانی رخ داد که یک کتاب به زبان فارسی را نزد شاه بردند و و ناصرالدین شاه از دیدن اهانت‌هایی که در آن نسبت به رجال، مقامات و علمای ایرانی شده بود ناراحت شد و سپس با کمک و یاری محمدحسن صنیع‌الدوله (اعتمادالسلطنه) اداره سانسور را تشکیل داد.

## مدرسه عالی روزنامه‌نگاری
با حمایت مصطفی مصباح‌زاده در سال ۱۳۴۳ خورشیدی، مدرسه عالی روزنامه‌نگاری در مؤسسه کیهان تأسیس شد. این مدرسه به تدریج در طول چند سال برای اولین‌بار در ایران به دانشکده‌ای برای آموزش روزنامه‌نگاری در مقطع کارشناسی تبدیل شد.